# Colette Patera
Pour les articles homonymes, voir Colette.
Colette Patera est un volcan bouclier situé sur la planète Vénus par 66,3° N et 322,8° E, dans la région occidentale du plateau de Lakshmi Planum, à l'ouest d'Ishtar Terra.

## Géographie et géologie
Peu d'images radar de qualité sont disponibles de cette structure car elle se situe dans une lacune de couverture radar de Magellan, de sorte qu'on travaille sur les données des sondes soviétiques Venera 15 et Venera 16, qui remontent aux années 1980. Le cratère du volcan apparaît allongé dans le sens nord-sud, avec une caldeira intérieure ovale adossée à la paroi occidentale d'une caldeira extérieure de forme triangulaire. Le fond de l'ensemble serait lisse et légèrement convexe. Des coulées de lave brillantes sont bien visibles autour des cratères, larges typiquement de 15 km et pouvant atteindre 300 km de long. Un ensemble de petits cônes volcaniques est également dispersé tout autour du volcan, notamment deux édifices de 10 à 15 km de diamètre alignés au sud sur une direction qui semble privilégiée par plusieurs autres cônes.
L'autre grande bouche volcanique de Lakshmi Planum est Sacajawea Patera, située plus à l'est en direction de Maxwell Montes.